# José María Semprún Gurrea
José María de Semprún Gurrea (1893-1966) fue un político, escritor y diplomático español, padre de los escritores Jorge y Carlos Semprún.

## Biografía
Nacido el 5 de agosto de 1893 en Madrid, era hijo de Mariano de Semprún y Pombo y de Asunción Gurrea y Muñoz. Fue doctor en Derecho, profesor auxiliar y, posteriormente, catedrático de Filosofía del Derecho en la Universidad de Madrid. Era sobrino de Manuel de Semprún y Pombo. Fue embajador de la República Española en La Haya durante la guerra civil española. Católico, estaba cercano al Movimiento Esprit inspirado por Emmanuel Mounier.
Casado con Susana Maura Gamazo, hija de Antonio Maura, expresidente del Gobierno de España. Ésta murió en 1932 y José María de Semprún contrajo nuevas nupcias con la institutriz suiza que estaba a cargo de sus hijos. Con Susana Maura fue padre de siete hijos. Entre ellos están los escritores Jorge Semprún (1923-2011) y Carlos Semprún (1926-2009), además de Susana (1920), María Isabel (1921), Gonzalo (1922), Álvaro (1924) y Francisco (1928).
Formó parte, como ministro sin cartera, de varios gobiernos de la República española en el exilio: los presididos por Álvaro de Albornoz,  Félix Gordón Ordás y Emilio Herrera Linares, interrumpiendo esta tarea su muerte. Fallecido en Roma en el exilio en 1966, el día 12 de julio, fue autor de numerosos escritos.

## Obras
- España, llamada a ser una república (1956)
- España en la encrucijada (1956)
- Una república para España (1961)